# Metaloba nana
Metaloba nana là một loài bướm đêm thuộc phân họ Arctiinae, họ Erebidae.